# Boston Legal
Boston Legal är en amerikansk dramakomediserie, som ursprungligen sändes i USA på ABC från den 3 oktober 2004 till den 8 december 2008 (fem säsonger, totalt 101 avsnitt). I huvudrollerna syns bland andra James Spader, William Shatner och Candice Bergen. Boston Legal är en spinoff från den amerikanska TV-serien Advokaterna (1997–2004).

## Rollista i urval

### Personer frånAdvokaterna
- James Spader – Alan Shore (säsong 8 i Advokaterna; säsongerna 1–5)
- Rhona Mitra – Tara Wilson (säsong 8 i Advokaterna; säsong 1; återkommande roll i säsong 2)
- Lake Bell – Sally Heep (säsong 8 i Advokaterna; säsong 1; gästroll i säsong 3)
- William Shatner – Denny Crane (säsong 8 i Advokaterna; säsongerna 1–5)

### Huvudpersoner
- Monica Potter – Lori Colson (säsong 1; återkommande roll i säsong 2)
- Mark Valley – Brad Chase (säsongerna 1–3; återkommande roll i säsong 4)
- Candice Bergen – Shirley Schmidt (säsongerna 1–5, från avsnitt elva)
- René Auberjonois – Paul Lewiston (säsongerna 1–3; återkommande roll i säsongerna 4–5)
- Julie Bowen – Denise Bauer (säsongerna 2–3; gästroll i säsong 5)
- Justin Mentell – Garrett Wells (säsong 2)
- Ryan Michelle Bathe – Sara Holt (säsong 2)
- Craig Bierko – Jeffrey Coho (säsong 3)
- Constance Zimmer – Claire Simms (säsong 3)
- Gary Anthony Williams – Clarence Bell (säsongerna 3–4)
- John Larroquette – Carl Sack (säsong 4–5)
- Christian Clemenson – Jerry Espenson (säsongerna 4–5; återkommande roll i säsong 2–3)
- Tara Summers – Katie Lloyd (säsongerna 4–5)
- Saffron Burrows – Lorraine Weller (säsong 4)
- Taraji P. Henson – Whitney Rome (säsong 4)